# Дэвис, Хэллоуэлл
Хэллоуэлл Дэвис (Hallowell Davis, 31 августа 1896 г. — 22 августа 1992 г.) — американский физиолог, отоларинголог и исследователь, занимался исследованиями по физиологии слуха и внутреннего уха.

## Биография
Хэллоуэлл родился 31 августа 1896 года в Нью-Йорке в семье Горация А. Дэвиса. В 1918 году он окончил Гарвардский колледж, в 1922 году получил медицинскую степень в Гарвардской медицинской школе, а затем провел год в Кембриджском университете, где прошел обучение на электрофизиолога в лаборатории Эдгара Адриана.
В 1925 году Гарвард назначил Дэвиса официальным наставником и инструктором по доврачебным наукам, чтобы помочь подготовить студентов, собирающихся поступить в Гарвард и другие медицинские школы, чтобы «получить прочную общую основу для своего медицинского образования». Затем он уехал в Англию, где провел год, после чего вернулся, чтобы преподавать в Гарварде, стал доцентом Гарвардского колледжа в 1927 году и первым наставником школы по биохимическим наукам, а затем — директором психоакустической лаборатории школы.
В 1930-х годах Дэвис участвовал в разработке электроэнцефалографии и был первым человеком в Соединенных Штатах, которому сканировали мозговые волны с помощью устройства ЭЭГ. Он сосредоточился на физиологии внутреннего уха, исследуя, как неврологические импульсы передаются в мозг через кохлеарный нерв. Его исследования привели к развитию аудиометрии электрического отклика, которая позволила диагностировать проблемы со слухом у младенцев. Роберт Галамбос приписал Дэвису изобретение слова «аудиология» в 1940-х годах, при этом Дэвис сказал, что распространенный тогда термин «тренировка слуха» звучал как метод обучения людей шевелению ушами. Дэвис перешел в Центральный институт глухих, где некоторые из его ранних работ были взяты Управлением по делам ветеранов в разработку для улучшения слуховых аппаратов для солдат, переживших потерю слуха.
Объединив аспекты и исследования из областей бихевиоризма, электроакустической инженерии и электрофизиологии, Дэвис смог продвинуть изучение этой области, в 1947 году выходит его работа "Слух и глухота: руководство для неспециалистов'', которую он редактировал вместе с С. Ричард Сильверман. Он также был профессором физиологии в Медицинской школе Вашингтонского университета, где читал лекции по слуху и речи.
Его исследование, представленное Британской ассоциации развития науки в 1952 году, показало, что волосковые клетки во внутреннем ухе играют ключевую роль в преобразовании механических звуковых стимулов в электрические импульсы, которые отправляются в мозг и обрабатываются им. В течение 1960-х Дэвис работал в Комитете Национального исследовательского совета по звуковому буму и сверхзвуковому транспорту, где он утверждал, что шум приведет к раздражению слуха у публики, помимо экономического риска.
в 1975 году Хэллоуэлл Дэвис был награжден Национальной медалью науки.

### Личная жизнь
Он женился на Полине Аллен в 1923 году, с которой познакомился в лагере беженцев недалеко от Стамбула, где они вместе лечили больных тифом, оспой и другими болезнями. Она была его партнером по исследованиям до своей смерти в 1942 году. В 1944 году Дэвис женился на Флоренс Итон, а в 1983 на Нэнси Гилсон, через три года после смерти второй жены.
Дэвис на закате своей жизни жил в Юниверсити-Сити, штат Миссури. Умер в возрасте 95 лет 22 августа 1992 года в доме Bethesda Dalworth в Сент-Луисе. У него остались: дочь, два сына, четыре внука и четыре правнука.
Он завещал отдать свое внутреннее ухо на научные исследования.